# Ezdimirți, Pernik
Ezdimirți (în bulgară Ездимирци) este un sat în comuna Trăn, regiunea Pernik,  Bulgaria. 

## Demografie
Componența etnică a satului Ezdimirți
     Bulgari (95,74%)
     Nicio identificare (4,25%)
     Altele (0%)
La recensământul din 2011, populația satului Ezdimirți era de 47 locuitori. Din punct de vedere etnic, majoritatea locuitorilor (95,74%) erau bulgari. Pentru 4,25% din locuitori nu este cunoscută apartenența etnică.